# One International Place
One International Place es un rascacielos posmoderno en el distrito financiero de la ciudad de Boston, en el estado de Massachusetts (Estados Unidos). Construido en 1987 y diseñado por Johnson / Burgee Architects, cuyos directores son Philip Johnson y John Burgee, es el séptimo edificio más alto de Boston, mide 183 m de altura y alberga 46 pisos. El edificio es muy prominente en el horizonte de la ciudad, particularmente cuando se ve desde el puerto de Boston.
El edificio tiene tres elementos separados. Estos consisten en la torre en sí, así como dos componentes más pequeños (27 y 19 pisos). También está unida por una cúpula central y un jardín de invierno con Two International Place.